# Biserica de lemn „Adormirea Maicii Domnului” din Bogzești
Biserica de lemn „Adormirea Maicii Domnului” este o biserică amplasată în Bogzești, raionul Telenești, Republica Moldova. Este un monument arhitectural de importanță națională inclus în Registrul monumentelor Republicii Moldova ocrotite de stat cu nr. 1455 (raionul Telenești). Datează din 1780.